# خیرو، پنجاب
خیرو (به انگلیسی: Khairo) یک منطقهٔ مسکونی در پاکستان است که در پنجاب واقع شده‌است. خیرو ۶۶۷ متر بالاتر از سطح دریا واقع شده‌است.